# MineCon
Minecraft Live (Раніше мав назву MineCon) — щорічна інтерактивна пряма трансляція, присвячена новинам франшизи Minecraft. Її проведенням займається основний розробник відеоігор — Mojang Studios. До 2017 року MineCon проводився у вигляді конвенту.
Захід супроводжується анонсами щодо оновлень Minecraft та розробки його спін-офів, книг та інших товарів. Також розповідається про різні благодійні програми в усьому світі та любительські модифікації, іноді проводяться ігрові конкурси серед шанувальників.

## Історія

### 2010
У серпні 2010 року пройшов так званий MinecraftCon 2010. Попри свою назву, це не був повноцінний конвент, а просто зустріч шанувальників гри. Notch (головний розробник Minecraft у той час) у своєму блозі повідомив, що не проти зустрітись з гравцями гри у реальному житті. 31 серпня поблизу міста Белв'ю (штат Вашингтон) зібралось більше 50 людей. Один хлопець навіть прийшов у картонному костюмі кріпера.

### 2011
Перший повноцінний конвент, названий MineCon пройшов з 18 по 19 листопада 2011 року. Місцем проведення став Лас-Вегас. Частинами заходу були конференція з розробниками, під час якої відвідувачі могли поставити питання творцям гри; конкурс костюмів за мотивами гри; конкурс споруд та фінальна частина. Наприкінці MineCon 2011 Маркус Перссон (він же Notch) потягнув за важіль, тим самим зробивши реліз гри. Після релізної версії 1.0 Mojang почали випускати оновлення для гри.
Бонусом для відвідувачів MINECON 2011 стала можливість додати до свого персонажа в грі ексклюзивний плащ. Під час заходу відбулось голосування за плащ, який відвідувачі отримають. Врешті-решт переміг червоний плащ з візерунком кріпера. На квитку була інструкція для отримання плаща.

### 2012
2012 року захід проводився на території Діснейленду в Парижі протягом 25-26 листопада. Весь MINECON 2012 транслювався GameSpot. Розробники анонсували та розповіли про Redstone Update — версію 1.5, у якій з'явився червоний камінь (англ. redstone), що дозволив створювати різноманітні механізми та автоматизувати ферми. Цього року на фестивалі було багато виставкових стендів, де у масштабі були збудовані локації з гри.
Відвідувачі отримали синій плащ із зображенням кирки золотого кольору. Для отримання плаща потрібно було перейти на спеціальну URL-адресу, яку розробники надсилали на електронну пошту.

### 2013
На цей раз MINECON проходив впродовж 2 та 3 листопада у місті Орландо, штат Флорида. Через велику швидкість продажу квитків попередніх років, у 2013 році квитки продавали трьома партіями по 2500 штук. За словами головного операційного директора Mojang, першу партію продали за 3 секунди.
Учасники MINECON 2013 отримали нефритово-зелений плащ з активованим поршнем посередині.

### 2014 (скасовано)
MINECON 2014 планувався пройти в Європі, але через звільнення Notch'а та продаж Mojang корпорації Microsoft захід скасували.

### 2015
MINECON 2015 проводився 4 та 5 липня у Лондоні. Квитки продавали двома партіями по 5000 штук. На цьому заході анонсували наступну гру під заголовком Minecraft — Minecraft: Story Mode, у якій сюжет залежить від дій гравця. Гру розробляли Mojang сумісно з Telltale Games. Також на цьому MINECON представили версію Minecraft для Windows 10. Крім того фанатам франшизи повідомили про майбутній випуск книг за мотивами гри. Цього року продавались ексклюзивні футболки з Біг-Беном стилізованим під кріпера.
Символом MINECON 2015 став залізний голем. Його обличчя і було зображено на плащі.
Захід 2015 року встановив світовий рекорд за найбільшу кількість відвідувань конвенту, який займається суто однією грою.

### 2016
У 2016 році конвент відбувся 24-25 вересня у Анагаймі, штат Каліфорнія. Його відвідали більше 12 тисяч людей. Вперше символом MINECON стала овечка з фіолетовою шерстю. Розробники анонсували оновлення 1.11 — Exploration Update (укр. дослідницьке оновлення), яке додало в гру лам, картографа, лісовий особняк і тотем безсмертя.
На плащі цього року був намальований мандрівник Краю (англ. enderman). Також було заявлено, що текстура надкрилля (додані в 1.9) буде змінюватись залежно від вашого плаща.

### 2017
8 серпня 2017 року було повідомлено, що MINECON буде проводитись у вигляді 90-хвилинної інтерактивної прямої трансляції під назвою MINECON Earth (укр. MINECON Земля). Трансляція відбулась ввечері 18 листопада. Ведучими виступили Лідія Вінтерс (розробник під нікнеймом MinecraftChick) і канадський актор Вілл Арнетт. Символ-овечка цього разу була блакитною. Наприкінці заходу показали трейлер-анонс Aquatic Update (укр. морське оновлення). У цій версії переробили фізику води, додали біом айсбергів і коралові рифи, дельфінів, риб (у вигляді мобів, а не предметів як раніше), черепах.
Незадовго до MINECON Earth Єнс Бергенстен (jeb_) розказав про голосування серед глядачів трансляції. Вони повинні були обрати одного моба з чотирьох, який з'явиться у грі. Інших троє ніколи не додадуть. Серед претендентів були Моб А. «Монстр океанічних глибин», Моб В. «Монстр нічних небес», Моб С. «Великий голод» і Моб D. «Ширяюче полум'я». У кінці голосування переміг «Монстр нічних небес», якого пізніше перейменували в фантома. Якщо ви кілька ночей не спите в грі, зграя фантомів буде атакувати вас ночами.
З 2017 року MINECON перестав видавати плащі.

### 2018
Трансляція проходила 29 вересня. Вівця у 2018 році була зеленою. Під час ефіру нам розказали про нову платформу розробки аддонів для Minecraft: Bedrock Edition. Також Mojang представили трейлер Minecraft: Dungeons. В кінці розробники показали трейлер Village & Pillage Update (укр. оновлення «селяни і розбійники»). Оновлення принесло в гру панд, бамбук, нову архітектуру селищ, нові вбрання та професії селян, нові породи котів, набіги розбійників на селища тощо.
За тиждень до MINECON Earth на YouTube-каналі Minecraft вийшли три ролики, у яких Єнс Бергенстен (jeb_) і Агнес Ларссон (LadyAgnes) розказали про нове голосування. Глядачі повинні проголосувати про біом, оновлення якого буде найшвидше реалізовано. Варіантами вибору були: пустеля (сурикати, пальми), тайга (лисиці, багаття, лісові ягоди) і саванна (терміти, баобаби, страуси). У фіналі перемогла тайга, тому лисиці, багаття і ягоди були додані у Village & Pillage Update.
Ще одним голосуванням став вибір дев'ятого нового образу кота. Гравці з усього світу поширювали у соцмережах фотографії своїх котів. Розробники вибрали трійцю фіналістів. Переможцем голосування стала кішка Джеллі.

### 2019
17 травня 2019 року заявили, що наступна трансляція отримає назву MINECON Live (щоб люди не плутали гру Minecraft Earth з MINECON Earth). Цього ж дня вийшов трейлер заходу. MINECON Live 2019 провели 28 вересня.
Як і в минулих роках, шанувальникам гри дали можливість проголосувати за нові функції в грі. Серед запропонованих були: біом безплідних земель (новий вид кактуса, перекотиполе, стерв'ятник), болото (човен зі скринею, мангрові дерева, жаби) та гори (новий функціонал для снігу, нові види та генерація гір, гірські козли). За результатом голосування, в наступній версії будуть оновлені гори. Розробники показали ігровий процес Minecraft: Dungeons і Minecraft Earth, представили генератор персонажів, можливість створення анімацій в грі та провели тематичні конкурси. Єнс Бергенстен і Агнес Ларссон повідомили тему наступного оновлення — Nether Update (укр. оновлення Нижнього світу). Глядачам показали нові типи генерацій, нові рослини і нових мобів у цьому вимірі. Дата виходу оновлення не оголошена. Також анонсована настільна гра за мотивами Minecraft — Minecraft: Builders & Biomes. Було заявлено, що ранній доступ Minecraft Earth буде доступний у жовтні 2019 року.
Символом заходу стала золота вівця, що відсилає на 10-річний ювілей гри. Під час трансляції гравці мали змогу зайти в Minecraft: Bedrock Edition та отримати безкоштовний золотий плащ з зображенням кріпера.

### 2020
28 вересня 2019 року Mojang анонсували Minecraft Festival — захід у реальному світі, що повинен був відбутися в Орландо, штат Флорида, США з 25 по 27 вересня 2020 року. Через пандемію вірусу COVID-19 конвенцію перенесли на наступний рік, проте її частина Minecraft Live, пряма трансляція з новинами все ж планувалася. 3 вересня 2020 року на YouTube-каналі гри опублікували трейлер події, де була зазначена і дата проведення, а саме 3 жовтня. Тим часом сам Minecraft Festival відкладений на 2022 рік.
Було організоване голосування за нового моба. З-поміж лютикової корови, льодолога та сяючого кальмара, переміг останній. Розробники розповіли про наступне глобальне оновлення під назвою Caves & Cliffs Update (укр. оновлення печер та скель), представили нові типи печер з численними новими блоками та рослинністю. З мобів були показані наглядач, гірські козли (за яких гравці голосували того року) й аксолотль. Серед іншого анонсованого матеріалу були мідна руда та предмети, виготовлені з неї, елементи археології у грі, громовідвід, телескоп, в'язки предметів, кристали, скалк-сенсор тощо. Були продемонстровані нові деталі розробки аддонів для Bedrock Edition і новий контент для Minecraft: Dungeons, що включатиме DLC, присвячені горам, океанічним глибинам, Нижньому світу й Краю.

### 2021
2 вересня вийшов офіційний трейлер Minecraft Live, що запланований на 16 жовтня 2021 року. Подібно до тогорічних трансляцій, ця також міститиме голосування за моба й анонс наступного глобального оновлення.

### 2024
Minecraft Live було проведено без голосування за мобів.

### 2025
Minecraft Live не буде. Після протести в Японії. Японія вимагала про скасування Minecraft Live.